# Аглиш
Аглиш (англ. Aglish; ирл. An Eaglais) — деревня в Ирландии, находится в графстве Уотерфорд (провинция Манстер).

## Демография
Население — 169 человек (по переписи 2006 года). В 2002 году население составляло 193 человек.
Данные переписи 2006 года:
| Общие демографические показатели |               |                               |                               |      |      |
| Всё население                    | Всё население | Изменения населения 2002—2006 | Изменения населения 2002—2006 | 2006 | 2006 |
| 2002                             | 2006          | чел.                          | %                             | муж. | жен. |
| 193                              | 169           | −24                           | −12,4                         | 96   | 73   |